# 사르나트
사르나트(힌디어: सारनाथ)는 인도의 지명이다. 녹야원(鹿野園)으로도 불린다. 바라나시의 북방 약 10 km에 위치해 있다.
불교 전통에 따르면, 고타마 붓다가 깨달음을 얻은 후, 자신과 함께 고행했던 다섯 수행자들에게 처음으로 설법("초전법륜")을 한 땅이다. 불교의 4대성지 중 하나이다.
발굴 결과 아소카왕(기원전 3세기 중엽)경부터 12세기까지의 유적과 다수의 조각이 출토되고, 다르마라지카 스투파와 근본정사를 중심으로, 굽타 시대에 가장 번성했다는 것이 밝혀졌다. 또한 동방에 현존하는 다메크 스투파는 높이 약 42m, 기부의 직경 약 28m로 굽타 시대의 귀중한 예이다. 출토품의 대부분은 유적의 남쪽에 있는 고고박물관에 수장되어 있다. 입구정면에 있는 아소카의 사자주두는 같은 종류의 주두 주각 중 가장 장려하며 보존상태도 좋다. 4마리가 등을 마주 댄 사자도, 원형의 정판 측면에 부조된 동물도 세련된 기법으로 자연스럽게 표현되어 있다.

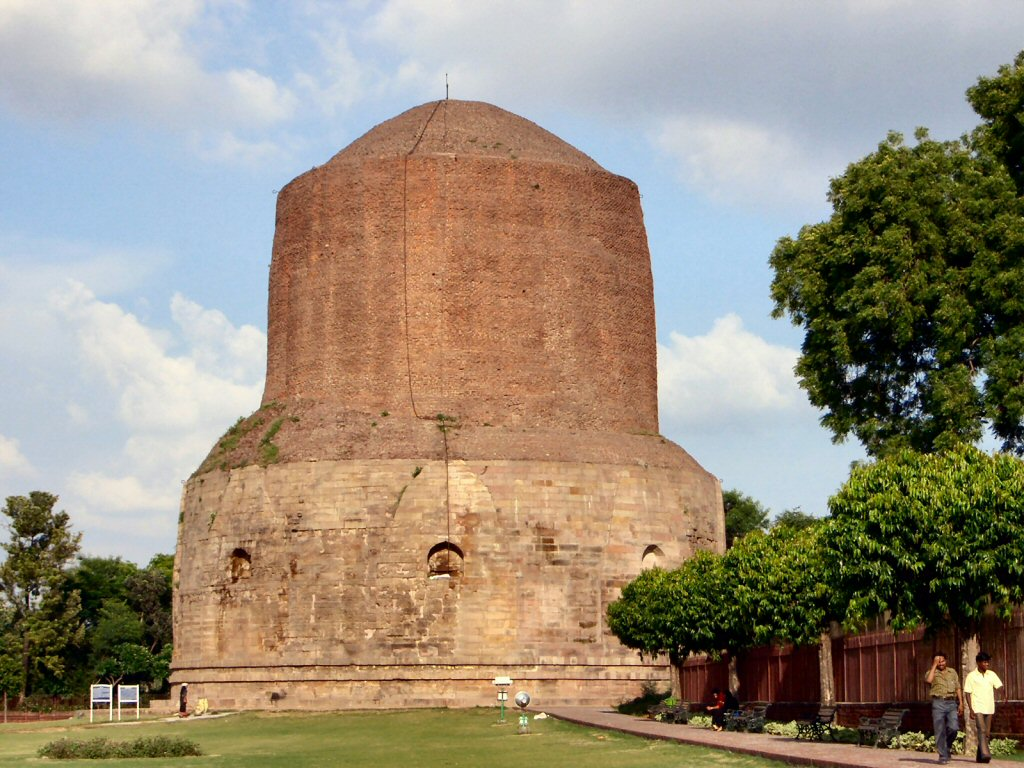
다메크 스투파
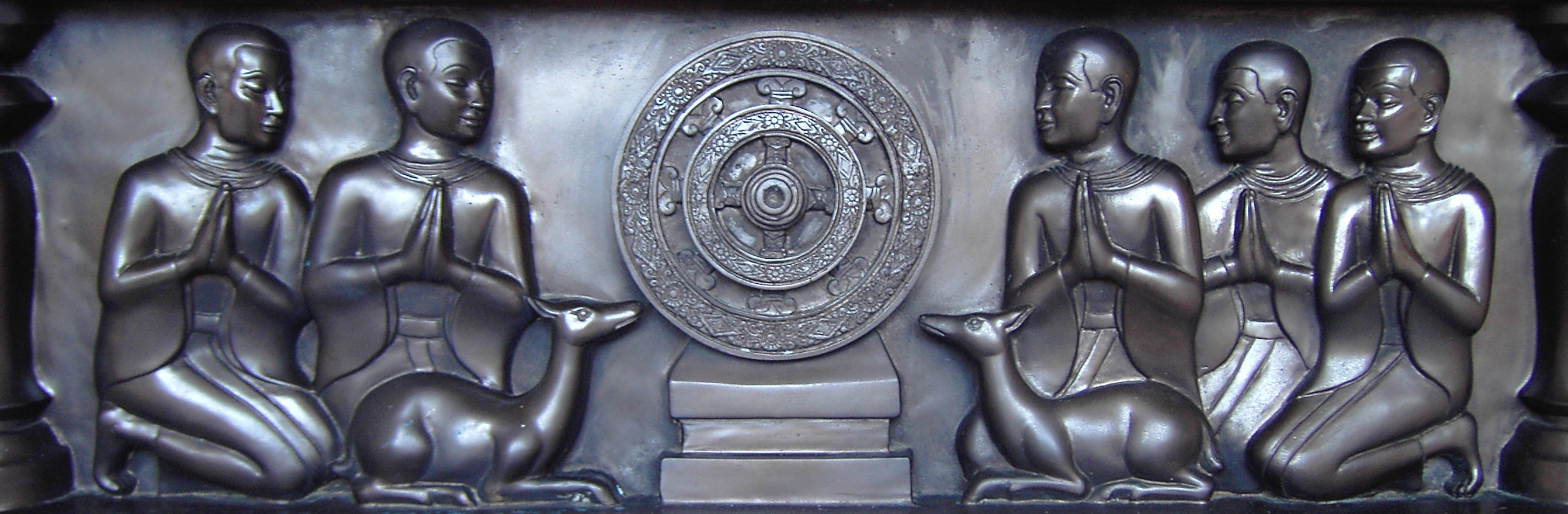
싯다르타가 처음으로 설법한 다섯 수행자가 법륜에 경의를 표하는 모습